# Мозаїки Інституту теоретичної фізики
Моза́їки Інститу́ту теорети́чної фі́зики — серія київських мозаїчних панно українських художників-монументалістів Івана Марчука, Анатолія Гайдамаки, Лариси Міщенко і Миколи Стороженка в екстер'єрі та інтер'єрі Інституту теоретичної фізики на
Метрологічній вулиці, 14-6.
За визначенням дослідників, монументальні панно — яскраві зразки українського неомодерного монументального мистецтва. Композиції — результат стильових орієнтацій і творчих пошуків монументалістів наприкінці 1960-х років.

## Історія
1970 року у Феофанії спорудили п'ятиповерховий корпус Інституту теоретичної фізики. На його декорування запросили художників-монументалістів. Зокрема Іванові Марчукові оформити заклад запропонував заступник директора інституту Віталій Шелест, син партійного керівника України Петра Шелеста, з яким художник познайомився на своїй виставці, організованій на квартирі академіка Толпиги. Однак згодом результат праці викликав негативну реакцію з боку інститутського керівництва. Іван Марчук згадував, що на внутрішніх панно домінували постаті українців (Григорій Сковорода, діячі Києво-Могилянської академії, Львівського ставропігійського братства). Натомість художників звинуватили у тому, що вони повністю не розкрили тему дружби та рівності народів СРСР.

## Мозаїчні композиції
Торець п'ятиповерхового корпусу інституту прикрасив художник Іван Марчук. Його мозаїка «Плахта» — абстрактно-орнаментальне панно, виконане за мотивами народного мистецтва. Композиція символізує структуру Всесвіту. На яскравій площині зіставляються червоні, чорні, білі, жовті та брунатні тони. Панно — виразний художній акцент будівлі. Її можна сприймати як яскраву емблему інституту.
Іван Марчук оформив також хол першого поверху. Чолова стіна декорована керамічним панно «Ярослав Мудрий», загальною площею 32 квадратних метрів. Складна композиція має 100 фрагментів із самостійним сюжетом. На панно динамічно зображені історичні персонажі ХІ сторіччя й рослинні орнаменти.
Микола Стороженко прикрасив холи другого і третього поверхів. Мозаїку «Київська академія», виконану зі смальти, розмістив на площі 22 квадратних метрів. Перед спорудами Києво-Могилянської академії художник зобразив філософа Григорія Сковороду та інших діячів науки й культури тієї доби в оточенні «спудеїв». У картуші вписані цитати Сковороди.
На третьму поверсі міститься смальтове панно «Наука й культура XVI—XVIII сторіччя. Львівське ставропігійське братство».
Микола Стороженко у традиціях давньоруського стінопису застосував дрібну мозаїку і стилізоване зображення історичних персонажів на золотавому тлі. У цілому композиція має складне колористичне вирішення. На барвистому полотні панують білі, вохристі, золоті, червоні та чорні кольори. На панно містяться уривки зі статуту братства.
Четвертий поверх декорував Іван Марчук. Мозаїка з кераміки і смальти «Фізики» виконана на площі 22 квадратних метрів. На ній зображено сучасних вчених.
Вестибюль корпусу прикрашений також вітражем «Розщеплення атома», загальною площею 17 квадратних метрів. Автори — подружжя Анатолій Гайдамака та Лариса Міщенко — вирішили твір в абстрактному стилі. Композиція символізує фізичні процеси. Вітраж виготовлений зі скла і металу в червоно-синій гамі.

Композиції в інтер’єрі інституту
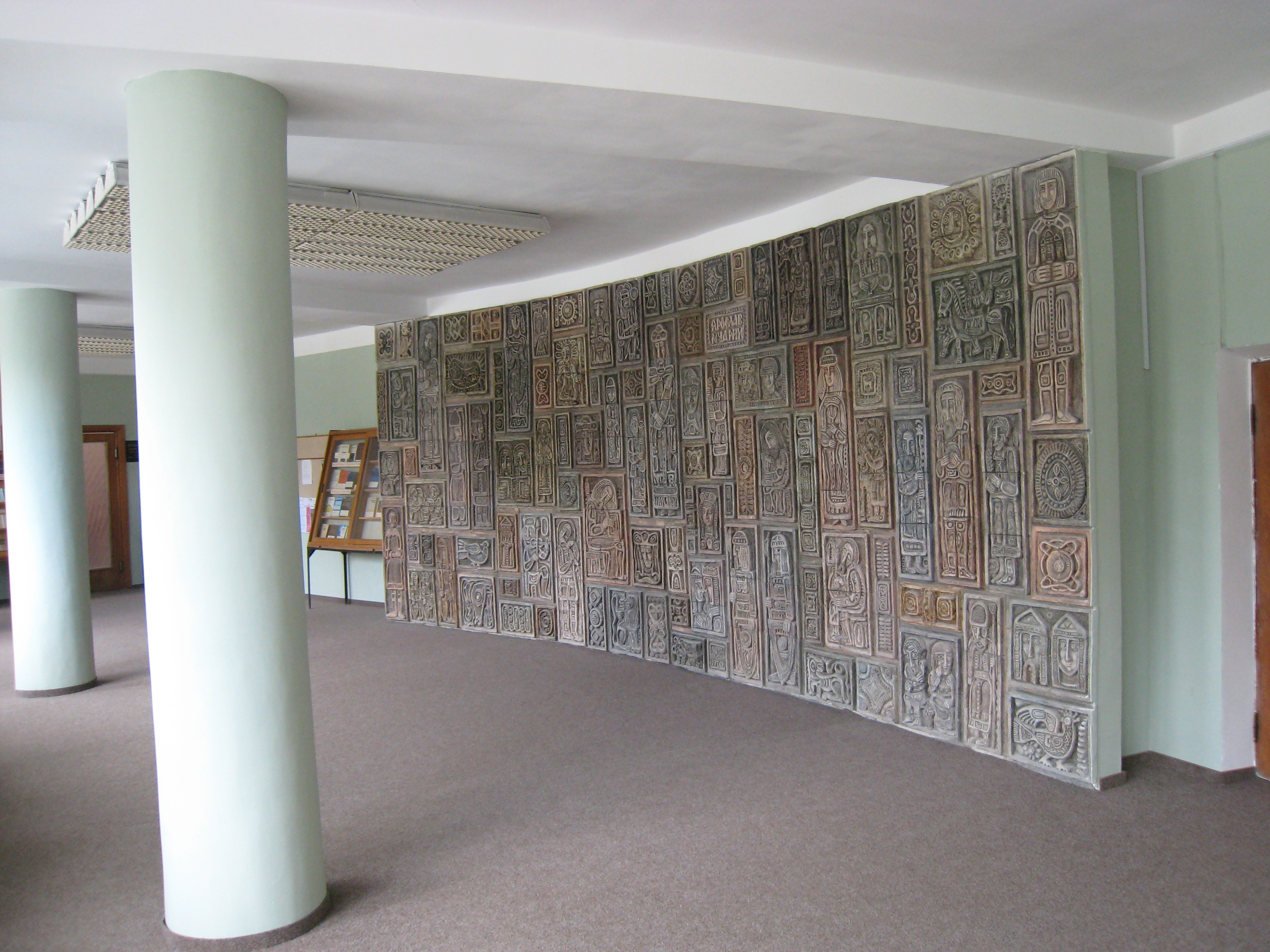
«Ярослав Мудрий»
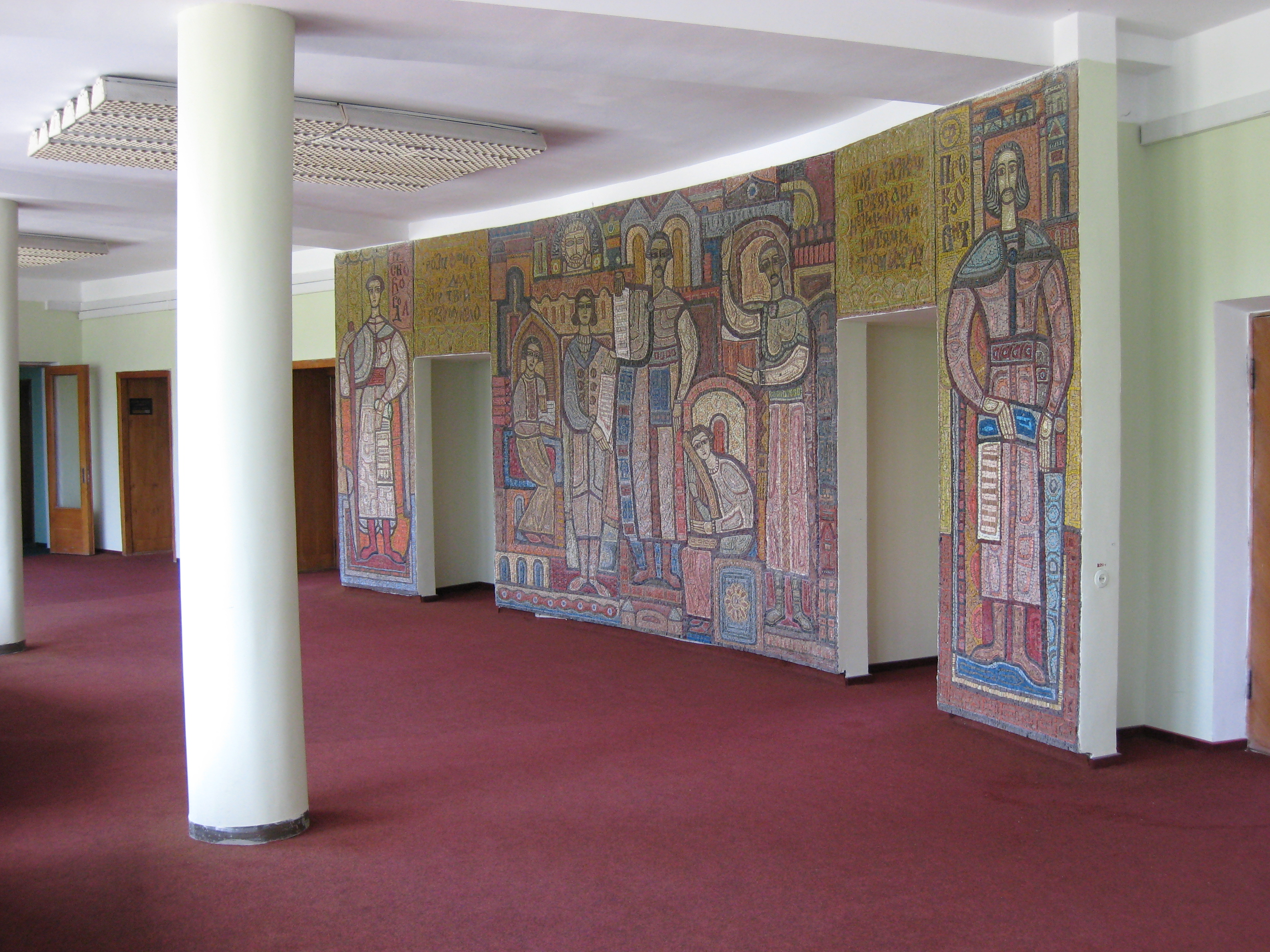
«Київська академія»
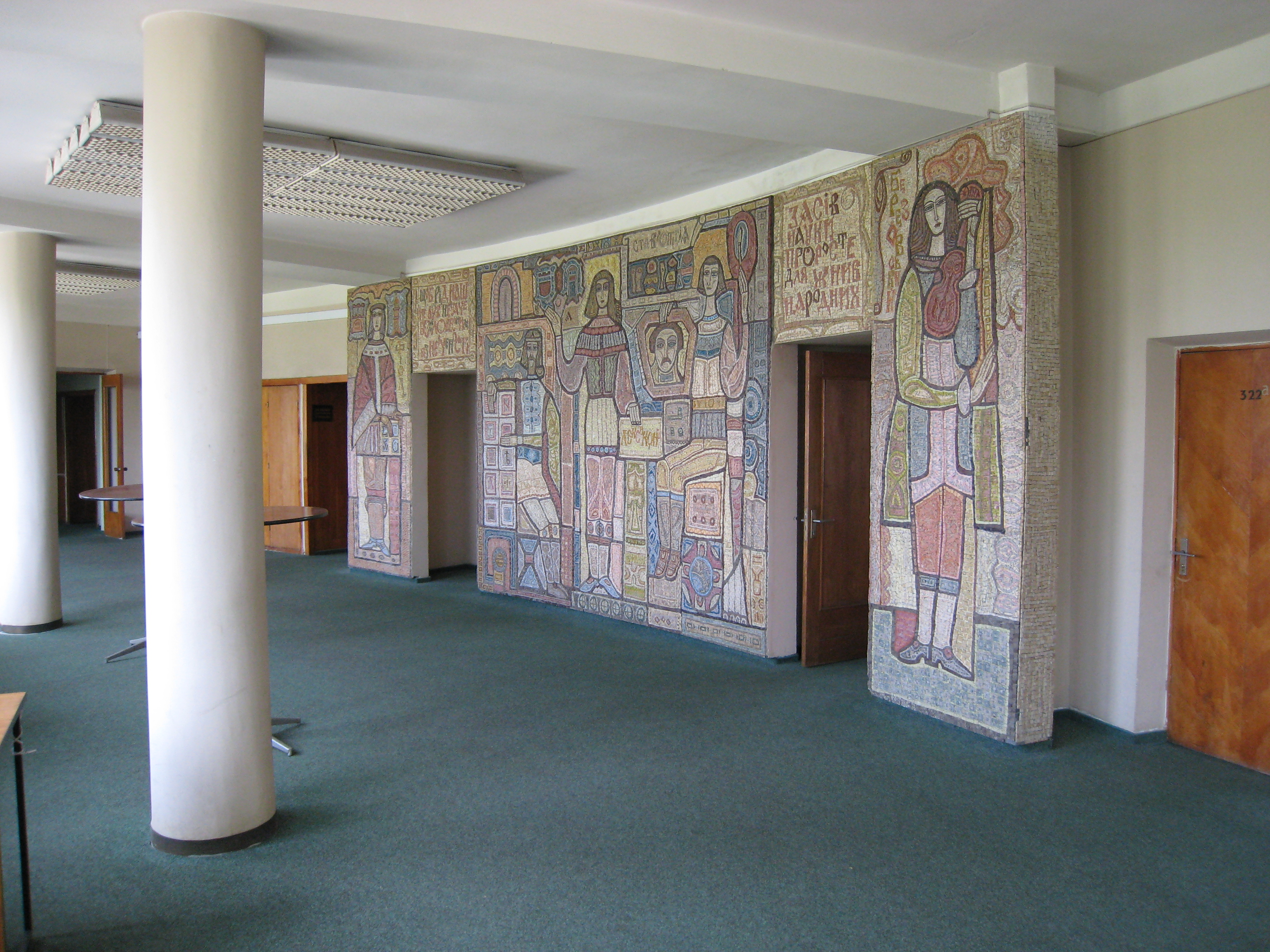
«Львівське ставропігійське братство»
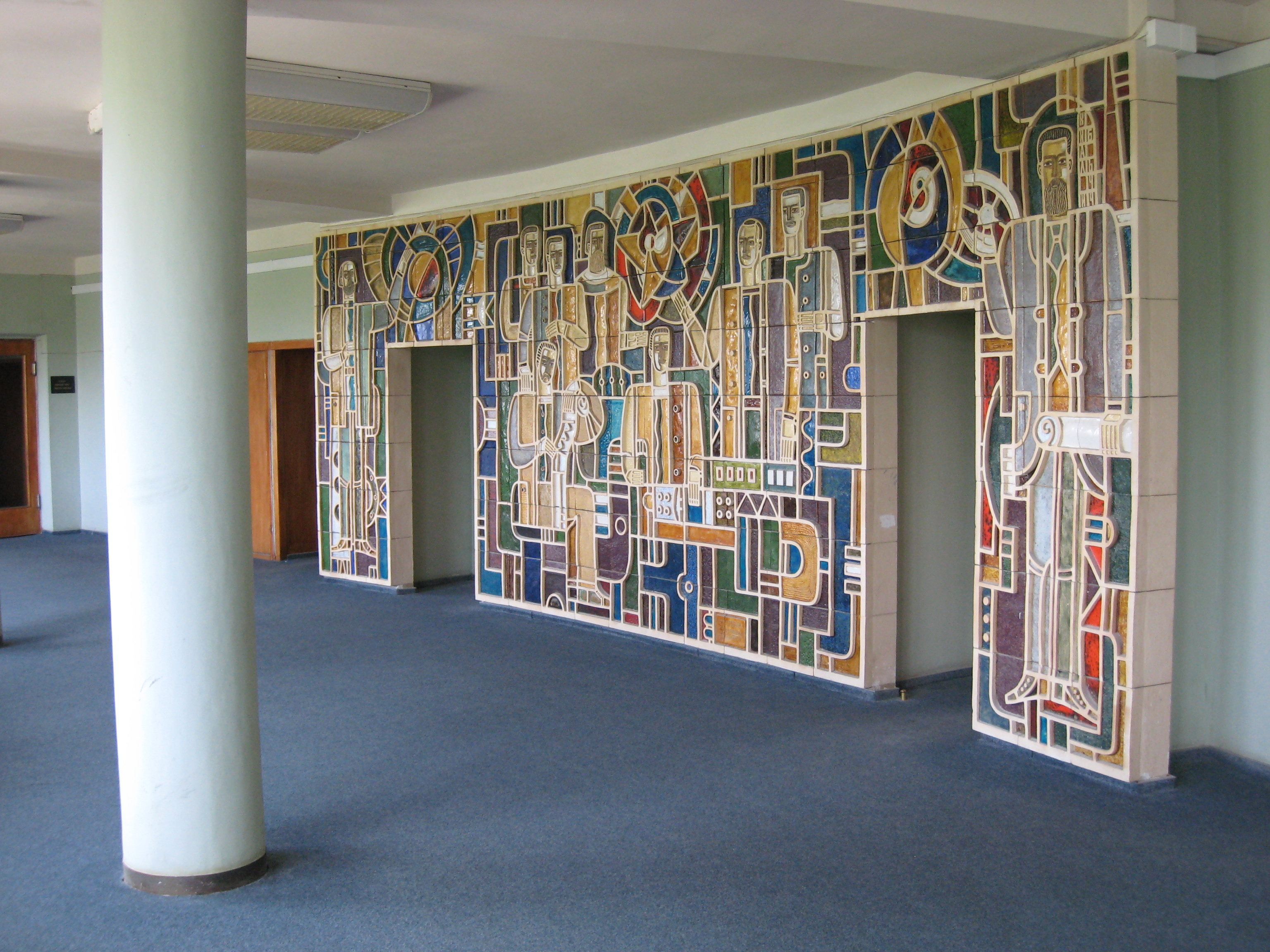
«Фізики»